# Caropodium platycarpum
Caropodium platycarpum är en växtart i släktet Caropodium och familjen flockblommiga växter.
Arten är en perenn ört som förekommer i östra Turkiet, Irak, Kaukasus och nordvästra Iran. Den beskrevs först som Grammosciadium platycarpum av Pierre Edmond Boissier och Heinrich Carl Haussknecht 1872, och fick sitt nu gällande namn av Boris Sjisjkin 1923.